# San Martín y el Mendigo (van Dyck)

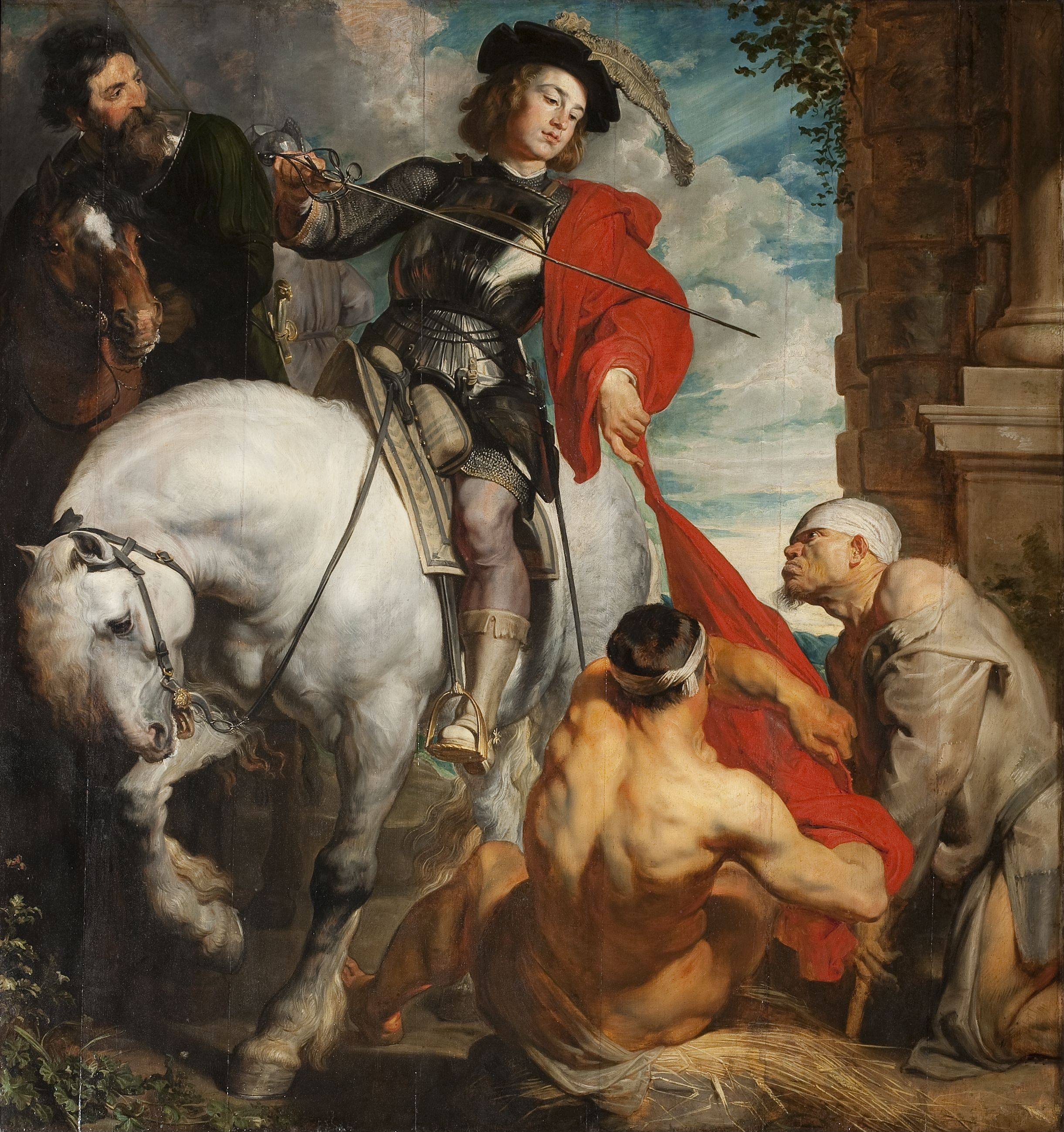
San Martín y el Mendigo por Anthony van Dyck en la Iglesia de San Martín

San Martín y el Mendigo es una pintura de San Martín de Tours, realizada por el pintor flamenco Anton van Dyck. La pintura retrata al santo vestido como un elegante militar contemporáneo compartiendo su capa con un mendigo, en un estilo influido por Rubens. 

## Historia
La misma estuvo en el estudio de Van Dyck durante algún tiempo en 1621 y puede haberse completado alrededor de 1618. En 1621 fue comisionado por el canciller de Brabante, Ferdinand de Boisschot, para entregar una pintura de San Martín para la iglesia dedicada a ese santo, en Zaventem. Van Dyck le dio esta pintura en cumplimiento de la comisión, posiblemente en ruta por la ciudad de Amberes a Italia .

## Variante de 1620
Una variante posterior más grande de la pintura existe en la Colección Real. Esto data de alrededor de 1620 y probablemente se dejó en el estudio de Rubens después de la partida de Van Dyck ese año: existen varias copias, lo que indica que todavía estaba en Amberes y disponible para que otros artistas lo copien. Fue en España en la década de 1740, donde fue comprado por el Sr. Bagnols y por Frederick, Príncipe de Gales antes de septiembre de 1747. 